# Alemannischer Narrenring
Der Alemannische Narrenring (ANR) ist eine am 26. Juni 1969 in Friedrichshafen gegründete Narrenvereinigung in der schwäbisch-alemannischen Fasnet. Der Ring hat 90 Mitgliedszünfte aus Baden-Württemberg, Bayern und der Schweiz mit insgesamt etwa 26.000 Mitgliedern und gliedert sich in die drei Regionen Allgäu, Bodensee und Oberschwaben-Donau. Er ist in der Rechtsform eines eingetragenen Vereins e. V. organisiert.

## Geschichte und Struktur

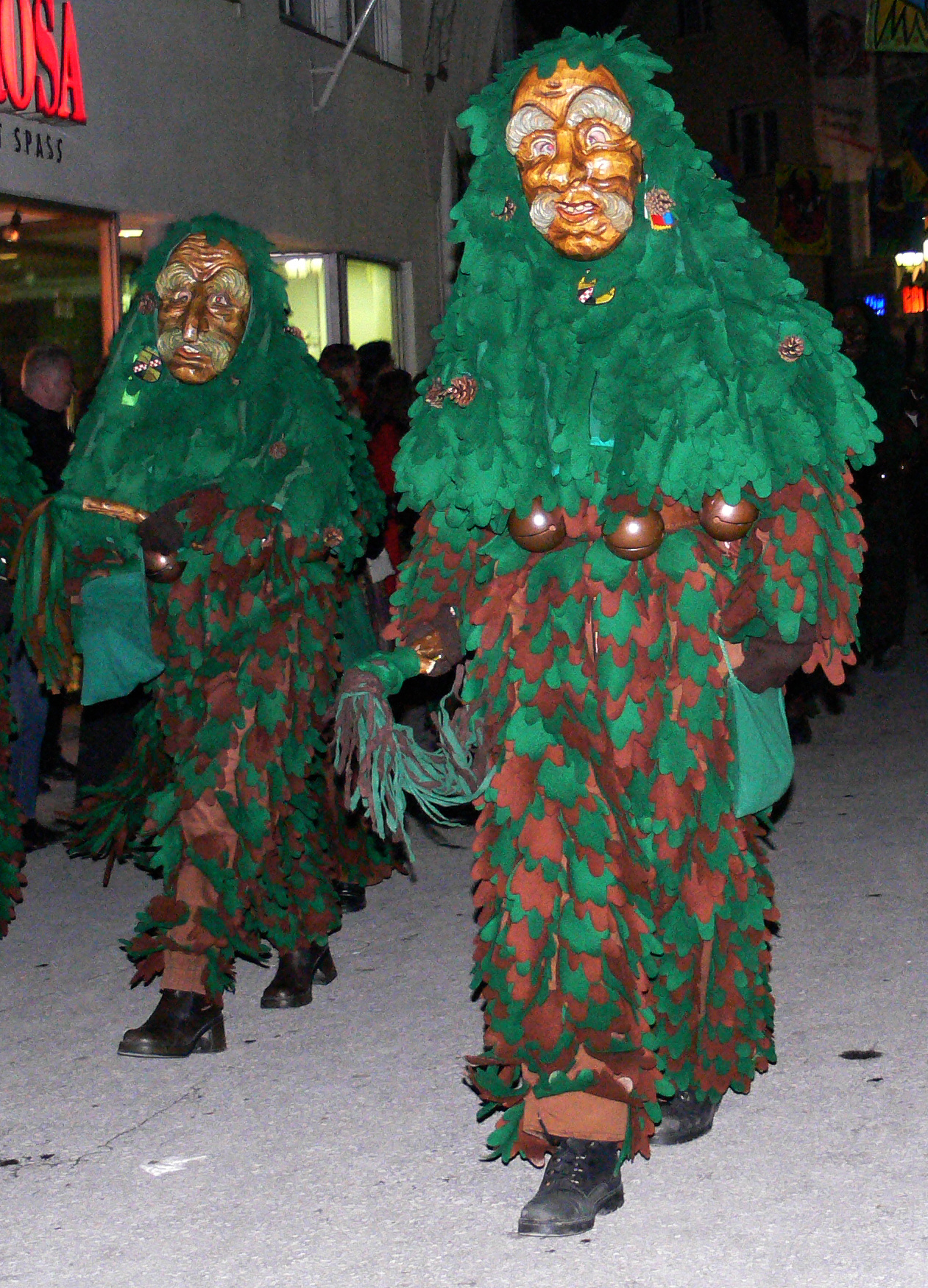
Narrenzunft Raspler Baindt

In den fünfziger und sechziger Jahren des 20. Jahrhunderts entstanden in der schwäbisch-alemannischen Fasnet viele Narrenzünfte, die wegen der strengen Aufnahmeregelungen nicht der Vereinigung Schwäbisch-Alemannischer Narrenzünfte beitreten konnten. Narrenzünfte aus Oberschwaben, aus der Bodenseeregion, dem Donautal und dem Allgäu gründeten deshalb am 21. Juni 1969 in Friedrichshafen den Internationalen Narrenring, der 1971 in Alemannischer Narrenring umbenannt wurde.
Zweck ist die Unterstützung und Überwachung seiner Mitglieder bei der Erhaltung, Förderung und Durchführung des fastnachtlichen Brauchtums. Hierzu gehört auch die Lobbyarbeit gegenüber Ministerien, Behörden und anderen Institutionen. Organe des Alemannischen Narrenrings sind die Mitgliederversammlung, das Präsidium und die ANR-Jugend. Mindestens alle fünf Jahre findet ein Ringtreffen statt, an dem alle Mitgliedszünfte teilnehmen müssen.

### Präsidenten
- 1969–1987 Gerd Herrigel
- 1987–1992 Claus Heinike
- 1992–1995 Franz Schlegel
- 1995–2001 Walter Mohr
- 2001–2013 Charlie Maier
- 2013–2019 Augustin „Gusti“ Reichle
- 2019–0000 Markus Stark

## Mitgliedszünfte
| Ort             | Zunft | Region             | Narrenruf                                                                  | Figuren | Bildergalerie |
| --------------- | --- | ------------------ | -------------------------------------------------------------------------- | --- | ------------- |
| Äpfingen        | Narrenzunft Weckafresser Äpfingen                                                                                     | Oberschwaben-Donau | Schelli - Schello                                                          | - Büttel - Weckafresser - Saubachhex |               |
| Ahausen         | Narrenverein Moschtobst Ahausen                                                                                       | Bodensee           | Moscht – Obscht                                                            | - Apfel - Birne - Obstbauer - Obstbäuerin - Schinder | Commons       |
| Aichstetten     | Narrenzunft Aichstetten                                                                                               | Allgäu             | Goisterhund – Wilde Hund                                                   | - Goisterhond - Oisaweible - Wilder Jäger | Commons       |
| Ailingen        | Narrenzunft Ailingen                                                                                                  | Bodensee           | Ali – Gero                                                                 | - Büttel - Gehrenmännle - Waldhexe - Hexenreiter - Schalmeien | Commons       |
| Aitrach         | Narrenzunft Roiweible Aitrach                                                                                         | Allgäu             | No it hudla – Ofanudla                                                     | - Kellaweible - Roiweible - Illerflöser - Prinzenpaar - Prinzengarde | Commons       |
| Altheim         | Narrenzunft Altheim                                                                                                   | Oberschwaben-Donau | Fegsand – Hexa                                                             | - Fegsand-Hexe - Mondstupfer | Commons       |
| Alttann         | Narrenzunft Höllteufel Alttann                                                                                        | Allgäu             | Wo na – In d'Höll na                                                       | - Höllteufel - Thannweible - Oberteufel (Einzelfigur) - Büttel | Commons       |
| Amtzell         | Narrenzunft Ramseweible Amtzell                                                                                       | Allgäu             | Ramseweible – Grantigs Weible                                              | - Ramseweible | Commons       |
| Ankenreute      | Affenfamilie Ankenreute                                                                                               | Allgäu             | d’Affa schteiget - ’s wird schee Wetter                                    | - Affe - Alter Affe - Mohrenbua | Commons       |
| Baindt          | Narrenzunft Raspler Baindt                                                                                            | Allgäu             | Raspler – ratsch, ratsch                                                   | - Oberwaldschrat (Einzelfigur) - Raspler - Rasplerweib - Waldschrat - Zunftrat | Commons       |
| Berg            | Narrenzunft Schotterwälder Berg                                                                                       | Bodensee           | Berg auf – Berg ab                                                         | - Schotterwälder | Commons       |
| Bergatreute     | Narrenzunft Bergatreute                                                                                               | Allgäu             | Berengar – Alles klar                                                      | - Berengar - Hagelböckle - Jordanhexe | Commons       |
| Beuren          | Narrenzunft Urig Beuren                                                                                               | Allgäu             | Urig, urig – Isch d'r See                                                  | - Burgmagd - Urmensch - Zunftrat | Commons       |
| Beuren          | Narrenzunft Tryllenbühler Beuren                                                                                      | Bodensee           | Narri – Narro                                                              | - Bieremer Leut - Bieremer Fuhletal Hex - Messner (Einzelfigur) - Schwedenrat - Tryllenbühler | Commons       |
| Biberach        | Narrenzunft Biberach                                                                                                  | Oberschwaben-Donau | Ratza Trepfles – Graba nass                                                | - Biberhex - Boschama - Burrama - Mahdgeist - Mumpfentalschrat - Rißnebel (Einzelfigur) | Commons       |
| Bitzenhofen     | Narrenzunft Bitzenhofen-Oberteuringen                                                                                 | Bodensee           | Bitz – aho                                                                 | - Bitzenofer Epfelbroggere (Burgstallweible) - Gehrenbergeule - Teuringer Rambour | Commons       |
| Bodnegg         | Narrenzunft Brotfresser Bodnegg                                                                                       | Allgäu             | Brot her – d'Burnegger sind do                                             | - Brotfresser - Brotweible - Kleiekotzer - Mehlbeitler | Commons       |
| Brochenzell     | Narrenzunft Brochenzell                                                                                               | Bodensee           | Humpis – ahoi                                                              | - Hexenmeister (Einzelfigur) - Humpishexe - Humpisnarr - Schlossnarr - Kräuterweible - Wintergeist (Einzelfigur) | Commons       |
| Bürgermoos      | Narrenzunft Bürgermoos                                                                                                | Bodensee           | Wo nei – in Sumpf nei                                                      | - Sumpfbiberhexe - Walderer - Urhexe (Einzelfigur) | Commons       |
| Burgrieden      | Narrenzunft Burgrieden                                                                                                | Oberschwaben-Donau | Etz guggat au – ha lass me gau                                             | - Haldegoischt - Riffelweible - Sallamale | Commons       |
| Daisendorf      | Narrenverein Sumpfgeister Daisendorf                                                                                  | Bodensee           | Narri – Narro                                                              | - Frosch - Sumpfgeist - Weihermännle | Commons       |
| Dillingen       | Narrenzunft Biberstehler Dillingen                                                                                    | Oberschwaben-Donau | Biber weg – Hennadreck                                                     | - Biber - Biberstehler | Commons       |
| Dornstadt       | Narrenzunft Doraweibla Dornstadt                                                                                      | Oberschwaben-Donau | Dora – Weible                                                              | - Doraweibla - Maskenmeister | Commons       |
| Eberhardzell    | Narrenzunft Eberhardzell                                                                                              | Oberschwaben-Donau | Zelli – Zella – Zello                                                      | - Ampfelbronner Holzwurm - Katze - Kraus - Lällenkönig - Neideck-Hexe - Stroppel | Commons       |
| Ellwangen       | Narrenzunft Ellwangen                                                                                                 | Oberschwaben-Donau | Bawald – Bohle                                                             | - Bawaldbohle - Kräuterweible | Commons       |
| Frickingen      | Narrenverein Dreckspringer Frickingen                                                                                 | Bodensee           | Frickinger – Dreckspringer, Dreck – Springer                               | - Dreckspringer | Commons       |
| Friedrichshafen | Narrenzunft Seegockel Friedrichshafen                                                                                 | Bodensee           | Gockelores – Kikeriki                                                      | - Bächlesfischer - Buchhorn-Hexe - Gockelmetzger - Hafennarr - Pauliner Kuckuck - Seegockel - Seegrendl - Seewaldkobold                                                                                                 | Commons       |
| Gebrazhofen     | Narrenvereinigung Gebrazhofen                                                                                         | Allgäu             | Gebrazhofer Dickköpf – Hano, hano                                          | - Blumennarr - Dickköpf - Waasenmoosmale - Wassenmoosweible - Wintergeist (Einzelfigur) | Commons       |
| Hagnau          | Narrenverein Eule Hagnau                                                                                              | Bodensee           | Narri – Narro                                                              | - Eule - Wimmler | Commons       |
| Haidgau         | Narrenzunft Chadaloh Haidgau                                                                                          | Allgäu             | Wieso – awaa                                                               | - Chadaloh - Hugibold - Pebo - Wago (Einzelfigur) - Wolfsleib | Commons       |
| Haslach         | Narrenzunft Haslacher Hatternweible                                                                                   | Allgäu             | Hattri, hattro – ha sowieso                                                | - Hatternweible | Commons       |
| Hattenweiler    | Narrenzunft Bodemännle Hattenweiler                                                                                   | Bodensee           | Bode – Männle                                                              | - Bodenmännle | Commons       |
| Hefigkofen      | Narrenzunft Hefigkofen                                                                                                | Bodensee           | Hefi – Aho                                                                 | - Hans von Rechberg (Einzelfigur) - Wilde Rechbergböcke | Commons       |
| Heiligenberg    | Narrenverein Wolkenschieber Heiligenberg                                                                              | Bodensee           | Narri – Narro                                                              | - Burgeulen - Hofnarren - Steigener Weiber - Wolkenschieber | Commons       |
| Hergensweiler   | Weißnarrenzunft Hergensweiler                                                                                         | Allgäu             | D'Libla – na                                                               | - Degermooslätsche - Liblascheller - Nachtwächter (Einzelfigur) | Commons       |
| Hofs            | Narrenzunft Hergesweib Hofs                                                                                           | Allgäu             | Burgus – Herges                                                            | - Hergesweib - Waldwächter | Commons       |
| Illmensee       | Narrenverein Wasserspucker Illmensee                                                                                  | Bodensee           | Wasser – Spucker                                                           | - Narrenbüttel - Narreneltern - Narrengarde - Narrenrat - Wasserspucker | Commons       |
| Immenstaad      | Narrengesellschaft Hennenschlitter Immenstaad                                                                         | Bodensee           | Narri – Narro                                                              | - Bohnenbrätscher - Bur - Narrenbüttel - Henne - Hexe - Karbatscher - Knecht und Mägd | Commons       |
| Isny            | Narrenzunft Lachende Kuh Isny                                                                                         | Allgäu             | He – muh                                                                   | - Bunte Kuh - Historische Kuh - Kuhschwänzler - Lachende Kuh - Stallhex - Treiber | Commons       |
| Ittendorf       | Narrenverein Guggenbichler                                                                                            | Bodensee           | Guggenbichler – he gugg gugg                                               | - Guggenbichler - Hopfenbrocker / Hopfenbrockere | Commons       |
| Jettenhausen    | Häfler Bodenseenarren Jettenhausen                                                                                    | Bodensee           | D'Welle kommet – Dugget euch                                               | - Doldä-Butzer - Kohlbach-Hansel - Wetterschrättele | Commons       |
| Karsee          | Narrenzunft Karsee | Allgäu             | Butze – Dätz                                                               | - Butze Dätz - Schwede vom Birkenbühl | Commons       |
| Kehlen          | Narrenzunft Schussenbole Kehlen                                                                                       | Bodensee           | Narri – Narro                                                              | - Gurkennarr - Heilig Hölzle Geist - Schussenbole (Einzelfigur) - Schussenklepfer | Commons       |
| Kippenhausen    | Katzenzunft Kippenhausen                                                                                              | Bodensee           | Miau – mir au                                                              | - Hohberger Rebhexe - Katze | Commons       |
| Kluftern        | Narrenzunft Göhrelöchner Kluftern                                                                                     | Bodensee           | Göhrelöchner – hopp hopp                                                   | - Göhrelöchner - Schlossbur - Widerwurz | Commons       |
| Kressbronn      | Ortsverband Kressbronner Narrenzünfte - Narrenverein Griesebigger Kressbronn - Narrenverein Haidachgeister Kressbronn | Bodensee           | - Stari – Staro - Haidach – jehu                                           | - Griesebigger - Haidachgeist - Haidachwolf - Starenscheucher | Commons       |
| Langenargen     | Narrenzunft d'Dammglonker Langenargen                                                                                 | Bodensee           | Sowieso – Allweilno                                                        | - Argenhexe - Dammglonker - Hexenmeister - Pfälläler - Schlossnarr - Schussengeist - Seewäscherin - Senator | Commons       |
| Lauingen        | Narrenzunft Laudonia Lauingen                                                                                         | Oberschwaben-Donau | Blunz, blauz – hei, hei                                                    | - Barbara Schwertgoschin (Einzelfigur) - Frühlingsnarren - Herr der Jahreszeiten (Einzelfigur) - Lauinger Hexen | Commons       |
| Leimbach        | Narrenverein Hugeloh Leimbach                                                                                         | Bodensee           | Hugeloh – ho                                                               | - Bauer Jakob - Diebische Katharina - Hugeloh | Commons       |
| Leupolz         | Narrenzunft Leupolz                                                                                                   | Allgäu             | Narri narrum – Nimm nix krumm                                              | - Berchtele - Knitzele | Commons       |
| Leutkirch       | Narrenzunft Nibelgau Leutkirch                                                                                        | Allgäu             | Hoorig, hoorig – isch dia Katz                                             | - Bajazzo - Elfer Rat - Grüne Hexe - Jungelfer - Katze - Prinzengarde - Schachenmännle - Schalmeien - Stadthexe - Weberknecht - Zunftrat                                                                                | Commons       |
| Lottenweiler    | Narrenzunft Lottenweiler                                                                                              | Bodensee           | Narri – Narro                                                              | - Guntenbach-Fuchs - Riedhänsele | Commons       |
| Michelwinnaden  | Narrenzunft Michelwinnaden                                                                                            | Oberschwaben-Donau | Bulla – Rätze                                                              | - Brunnenhölzler - Brunnenhölzler-Weible - Bulla-Rätze | Commons       |
| Mochenwangen    | Narrenzunft Drecketer Bläse                                                                                           | Allgäu             | Mochawanga – Gnochahanga                                                   | - Blasius Gebhard, der Dreckete Bläse - Schemmerberger Walburga - Anton Rosenberger, der Schleiferstoni - Der einäugige Fidele - Der schwarze Urle - Maria Ursula Lauer, die Marienurschel - Der junge Bregenzer Seppel | Commons       |
| Neufrach        | Narrenzunft Hardtwieble Neufrach                                                                                      | Bodensee           | Hardtwieble! Ei, ei, ei – steck mi doch in d'Grätze nei!                   | - Hardtwieble - Klufenmichel - Zimmermann | Commons       |
| Neuravensburg   | Narrenzunft Neuravensburg                                                                                             | Allgäu             | Bäre brummlet – allet no                                                   | - Bär | Commons       |
| Niederrieden    | Narrenzunft Niederrieden                                                                                              | Allgäu             | Bleib a Weile – Riederweible                                               | - Riederweible | Commons       |
| Nonnenhorn      | Narrenverein Nonnenhorn                                                                                               | Bodensee           | Seewii – oho                                                               | - Reblaus - Schäffler - Traubenhüter | Commons       |
| Oberkochen      | Narrenzunft Schlaggawäscher Oberkochen                                                                                | Oberschwaben-Donau | Schlagg – hoi                                                              | - Bilzhannes - Hamballe - Schlagg - Schlaggawäscher | Commons       |
| Oberuhldingen   | Narrengesellschaft Oberuhldingen                                                                                      | Bodensee           | Hoorig, hoorig, hoorig – isch die Katz                                     | - Birnauer Rebmännle - Laubengiggeler - Streibehexe - Zimmermann |               |
| Ochsenhausen    | Narrenzunft Ochsenhausen                                                                                              | Oberschwaben-Donau | Ohu – Ohu – Ohu                                                            | - Rankenweible - Roale - Sterngucker | Commons       |
| Öpfingen        | Narrenzunft Donauratza Öpfingen                                                                                       | Oberschwaben-Donau | Ratza samma – jucka damma                                                  | - Donauratz | Commons       |
| Otterswang      | Narrengilde Otterswang                                                                                                | Oberschwaben-Donau | Otterswanger – Groddafanger                                                | - Firbre - Groddafanger Male - Groddafanger Weible | Commons       |
| Raderach        | Narrenzunft Wald-Schrat Raderach                                                                                      | Bodensee           | Tannezäpfle – Heidenei                                                     | - Wald-Schrat | Commons       |
| Ratzenried      | Narrenverein Ratzemaus Ratzenried                                                                                     | Allgäu             | Ratzemaus – Oho                                                            | - Alte Ratzemaus - Baltes - Neue Ratzemaus | Commons       |
| Ravensburg      | Narrenzunft Schwarze Veri Ravensburg                                                                                  | Bodensee           | Kolba hoch – Verio                                                         | - Räuber (Ur-Räuber und Zugelaufene) - Hexenliesel vom Pfannenstiel - Hexenteufel (Einzelfigur) - Ölschwang-Papierkrattler - Butzhansel                                                                                 | Commons       |
| Reinstetten     | Narrenzunft Reinstetten                                                                                               | Oberschwaben-Donau | Üb'r d'r Gosch – hocket d'r Frosch – Wo hocket d'r Frosch – üb'r d'r Gosch | - Bachhexe | Commons       |
| Reute           | Narrengilde Schussentäler Reute                                                                                       | Allgäu             | Wa muinet'r – Ha wellaweag                                                 | - Goiß - Riedrälle - Schussentäler - Schwaaz Ageth - Zigeuner - Truchanarr - Zunftrat | Commons       |
| Ringschnait     | Narrenzunft Ringschnait Wolfsrälle                                                                                    | Oberschwaben-Donau | Ja verreck – D'r Rälle kommt ums Eck                                       | - Wolfsrälle | Commons       |
| Rorschach       | Ranzengarde Rorschach                                                                                                 | Bodensee           | Hoppla – rooo                                                              | - Ranzengarde - Kornhausgeist - Kornhausbutzen |               |
| Rot an der Rot  | Narrenzunft Bobohle Rot                                                                                               | Oberschwaben-Donau | Bobohle kei 's Hai ra – it z'viel ond it z'wenig                           | - Bobohle - Fronweible - Oberbobohle | Commons       |
| Rötenbach       | Narrenzunft Hundsknochen Rötenbach                                                                                    | Allgäu             | Hundsknochen – wau, wau                                                    | - Hundsknochen | Commons       |
| Salem           | Narrenverein Salem | Bodensee           | Narri – Narro                                                              | - Weinkönig - Fasskopf - Feuerhexe | Commons       |
| Scheidegg       | Narrenzunft Scheidegg                                                                                                 | Allgäu             | D'Schoidegger a so – hoppla ho                                             | - Büttel - Isbär mit Treibern - Jockele - Käsmolle - Schindlbutz | Commons       |
| Schelklingen    | Verein zur Pflege des Brauchtums Schelklingen – Schelklinger Waldhutzla                                               | Oberschwaben-Donau | Wald – hutzla                                                              | - Waldhutzla - Hutzlama | Commons       |
| Schemmerberg    | Narrenzunft Schemmerberg                                                                                              | Oberschwaben-Donau | Brühl – Hund                                                               | - Brühlhund | Commons       |
| Schemmerhofen   | Narrenzunft Schemmerhofen                                                                                             | Oberschwaben-Donau | Sche – ho                                                                  | - Hokama - Mühlbachweible - Laiabudel | Commons       |
| Stetten         | Narrengemeinschaft Hasle-Maale Stetten                                                                                | Bodensee           | Hasle-Maa – kumm rab                                                       | - Hasle-Maale (Einzelfigur) - Bauer - Waldgeist | Commons       |
| Taisersdorf     | Steinbockzunft Taisersdorf                                                                                            | Bodensee           | Steinbock – stoß                                                           | - Schwarzer Jägerhäß - Steinbock | Commons       |
| Tannheim        | Narrenzunft Daaschora Weibla Tannheim                                                                                 | Allgäu             | Daaschora ond Mielebach – heidenei isch des a Sach                         | - Daaschora Weibla - Stockmahdbohle | Commons       |
| Ulm             | Narrenzunft Ulm | Oberschwaben-Donau | Zong – raus                                                                | - Butzaraule - Sevelinger Bauza - Gauga Ma - Holl Hexe - Schemen Deifl - Ulmer Hansele | Commons       |
| Unteruhldingen  | Narrenverein Puper Unteruhldingen                                                                                     | Bodensee           | Narri – Narro                                                              | - Puper - Fledermäuse |               |
| Unterschwarzach | Narrengilde Schwaaz'r Butz Unterschwarzach                                                                            | Allgäu             | Siesch dr Butz gucka mit ra Zahlucka                                       | - Gumpa Ma - Schwaaz'r Butz | Commons       |
| Uttenweiler     | Narrenzunft Pflugraicher Uttenweiler                                                                                  | Oberschwaben-Donau | Pflug – Raicher                                                            | - Bachpflatscher (Einzelfigur) - Falkenhofer Weible - Reutibachgeist | Commons       |
| Vogt            | Narrenzunft Heufresser Vogt                                                                                           | Allgäu             | Heu – her                                                                  | - Heufresser - Höfner Kuh - Störweib | Commons       |
| Waldburg        | Narrenzunft Burgnarren Waldburg                                                                                       | Allgäu             | Etz goht's rund – d'r Burgnarr kunnt                                       | - Burgnarr | Commons       |
| Weingarten      | Narrenverein Bockstall Weingarten                                                                                     | Bodensee           | Vo' mir aus – lass d'r Bock naus                                           | - Babett (Einzelmaske) - Bock - Bockstallkönig (Einzelmaske) - D'r schöne Kasimir (Einzelmaske) - Konzet Karle (Einzelmaske) - Leichensagers Marie (Einzelmaske) - Wilder Ma                                            | Commons       |
| Weißenau        | Narrenzunft Weißenau 1960                                                                                             | Bodensee           | Narren – au                                                                | - Büttel - Feuermarie - Narrau | Commons       |
| Zollenreute     | Narrenzunft Schindelbach Zollenreute                                                                                  | Allgäu             | Zolli, zolli – rugg, rugg                                                  | - Schindelbachgeist - Schussennarr | Commons       |
| Zußdorf         | Narrenzunft Zockler Zußdorf                                                                                           | Bodensee           | Zockler – oha                                                              | - Zockler - Boberle - Steinbock - Bruggeweible | Commons       |